# ナムコヒストリー
『ナムコヒストリー』は、ナムコのレトロアーケードゲームを収録したWindows用ソフトのシリーズ。おまけ要素としてスクリーンセーバーや壁紙等が収録されたほか、マウスパッド等の付録が同梱されていた。

## 収録作品

### VOL.1
1997年4月25日発売
- ゼビウス
- スーパーゼビウス
- マッピー
- モトス
- トイポップ

### VOL.2
1997年11月28日発売
- タンクバタリアン
- グロブダー
- ラリーX
- ニューラリーX
- フォゾン
- ドルアーガの塔

同梱されているマウスパッドの図柄（ドルアーガの塔）が2種類あるが、外箱を見ただけではどっちのマウスパッドが入っているかは判別できない。

### VOL.3
1998年6月19日発売
- パックマン
- スーパーパックマン
- パック&パル
- ミズ・パックマン
- ディグダグ
- ディグダグII

当時の「NG」に連載された冨士宏『午後の国』が読めるギャラリーモードがある。

### VOL.4
1998年12月4日発売
- ギャラクシアン
- ギャラガ
- ギャプラス
- ボスコニアン
- キング&バルーン
- ワープ&ワープ